# Château-Verdun (Italia)
Château-Verdun (pron. fr. AFI: [ʃato vɛʁdɛ̃]) è una casaforte medievale che si trova a 1350 m s.l.m. lungo la strada per la località Flassin nel comune di Saint-Oyen, in posizione ribassata rispetto alla via principale del borgo. Di proprietà dei Canonici dell'Ospizio del Gran San Bernardo, da nove secoli funge da luogo ospitale (in francese, maison d'accueil).

## Architettura

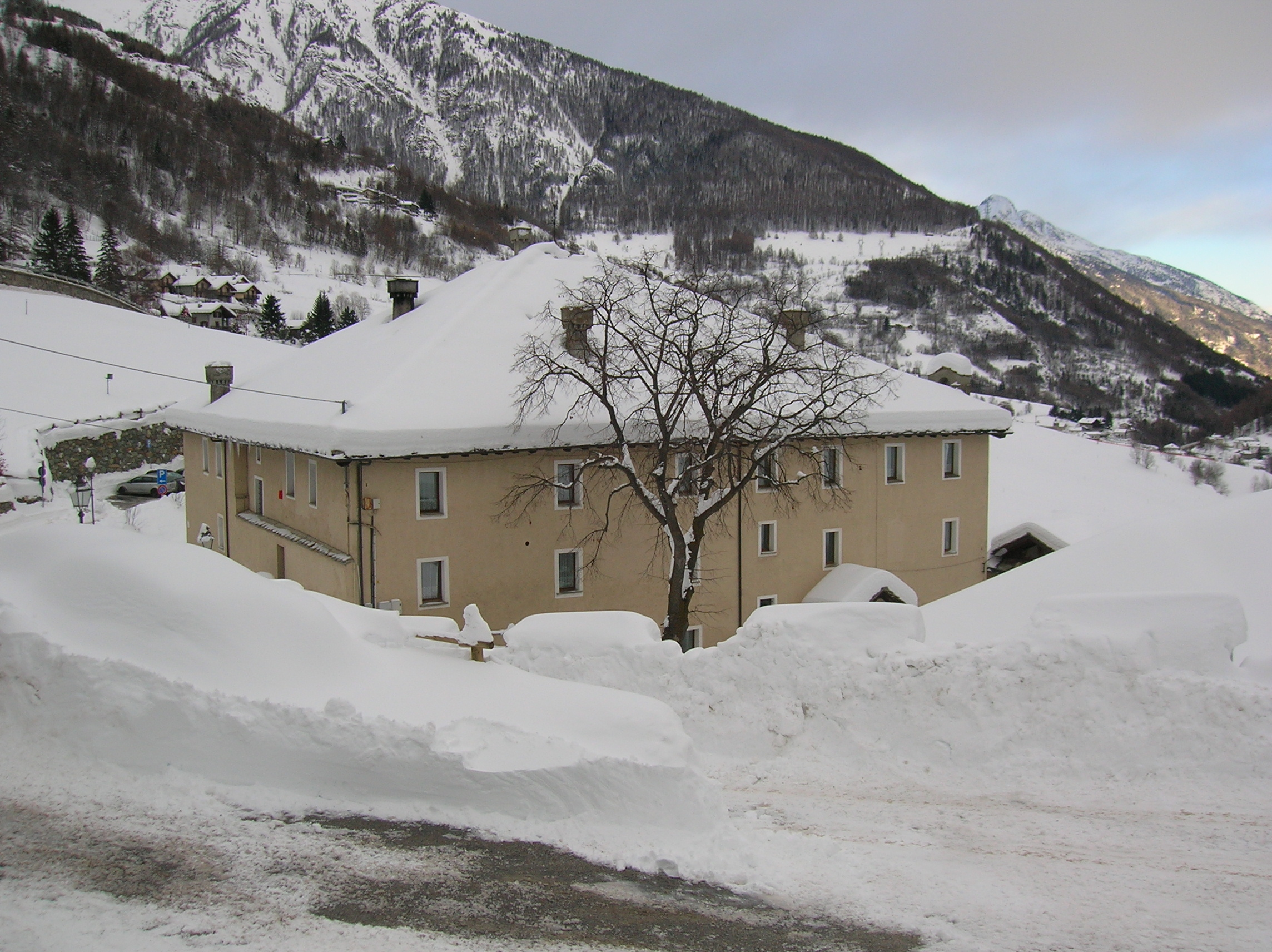
Il retro di Château-Verdun in inverno

L'edificio, ben conservato anche grazie ad un importante restauro conclusosi nei primi anni novanta, si configura come una casaforte: la pianta è quadrata e massiccia, il tetto in lose grigie è spiovente; all'interno le sale interrate sono coronate da volte a botte e da volte a crociera, mentre nelle sale del pian terreno e del primo piano si conservano arredi di pregio.
Tra le altre cose, Château-Verdun contiene due cappelle, varie sale riunioni e un salone che funge da sala per conferenze e concerti.

## Storia
Il borgo di Saint-Oyen, a metà strada tra Aosta ed il passo del Gran San Bernardo, per secoli è stato luogo di sosta per i viandanti, i pellegrini e i loro muli diretti al valico: Château-Verdun testimonia questa vocazione della cittadina alpina lungo la via Francigena.
Non si hanno informazioni certe sulle origini del Castellum Verdunense: secondo alcune ipotesi, si pensa che all'inizio fosse una semplice fattoria fortificata di supporto all'Ospizio del Gran San Bernardo, oppure una casa che offriva vitto ai poveri nel giorno della Pentecoste.
Eretto tra il X e l'XI secolo, fin dal 1137 il Castello appartiene ai Canonici dell'Ospizio del Gran San Bernardo, per diretta donazione da parte di Amedeo III di Savoia. È a quest'epoca che risalgono i primi rimaneggiamenti della struttura. Venne adibita a stazione di sosta, a fattoria ad uso dell'Ospizio, a luogo di accoglienza per i malati, vi si immagazzinavano merci, carni e formaggi, vi si stoccava il legname dell'Ospizio per l'inverno. I maronnier, antesignani delle guide alpine, partono da qui per accompagnare i pellegrini.

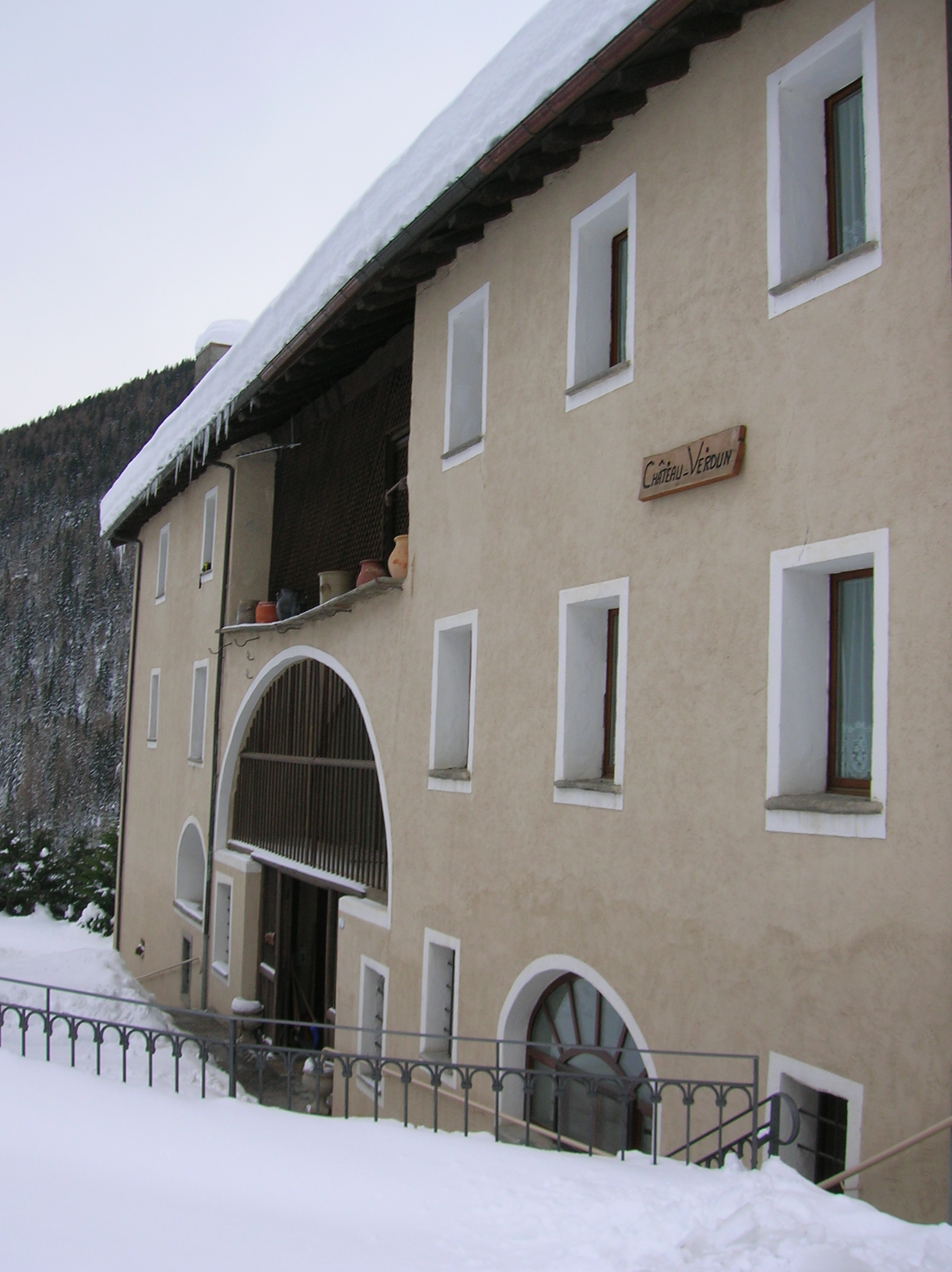
La facciata di Château-Verdun in inverno

Nel 1592, quando venne distrutta da un incendio doloso, la struttura era ancora principalmente una grossa grangia fortificata.
Venne quindi ricostruita e ancora oggi i Canonici adibiscono parte dell'edificio all'ospitalità di persone, gruppi e/o studiosi che necessitino di un periodo di riflessione o di riposo: dal 1991 al 2011 è stato una "Casa di accoglienza", a partire da febbraio 2012 è affidato alla Diocesi di Aosta.
Durante i lavori di ristrutturazione in un vecchio magazzino è stato ritrovato l'erbario storico di Saint-Oyen realizzato tra il 1850 e il 1900 dai canonici del Gran San Bernardo. L'erbario attualmente è esposto presso la biblioteca comunale di Saint-Oyen.
È visitabile su prenotazione.
Si segnala il maggiociondolo secolare sul retro di Château-Verdun.